# Blizonje
Blizonje (Servisch cyrillisch Близоње) is een plaats in de Servische gemeente Valjevo. De plaats telt 281 inwoners (2002).

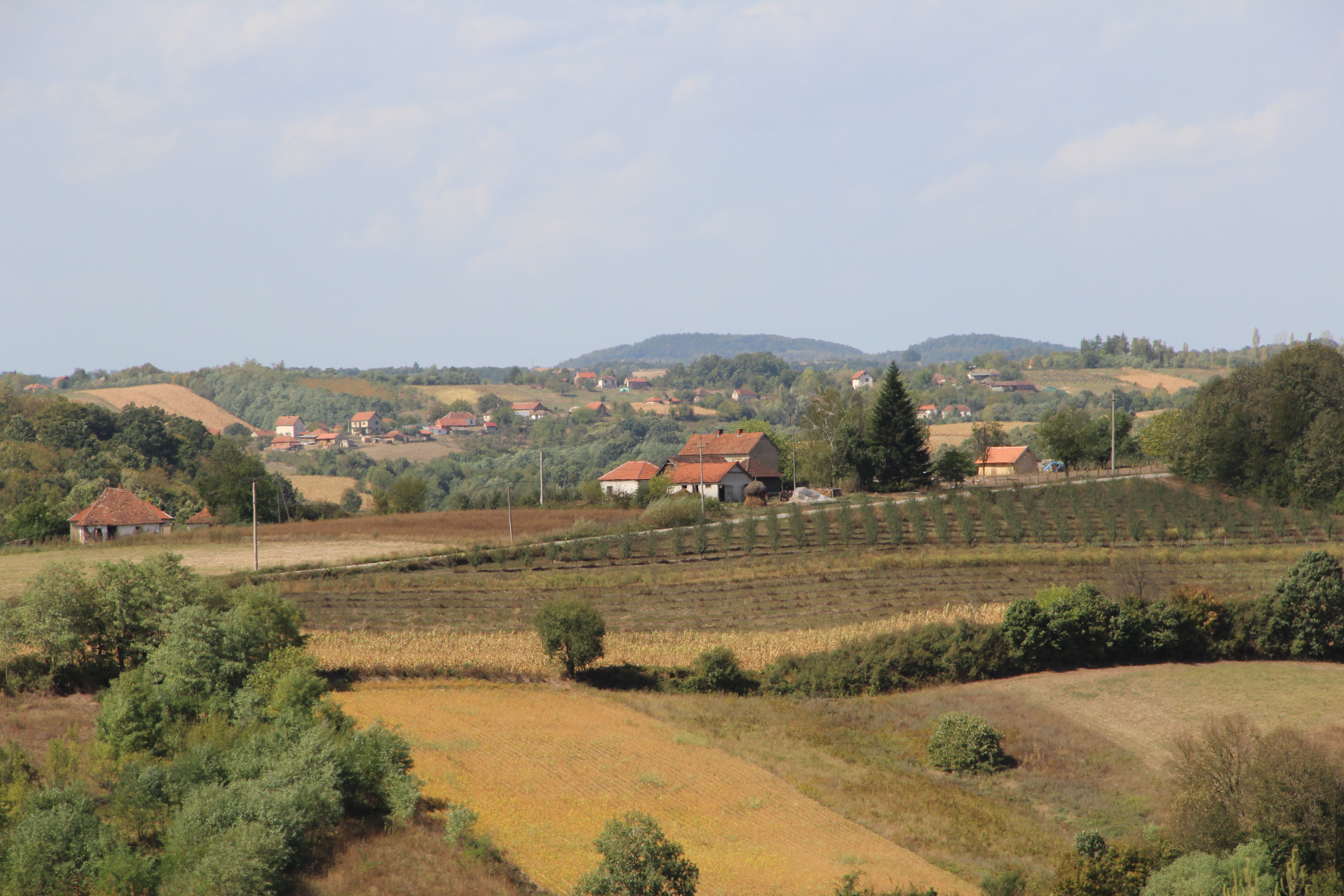
Blizonje - Panorama
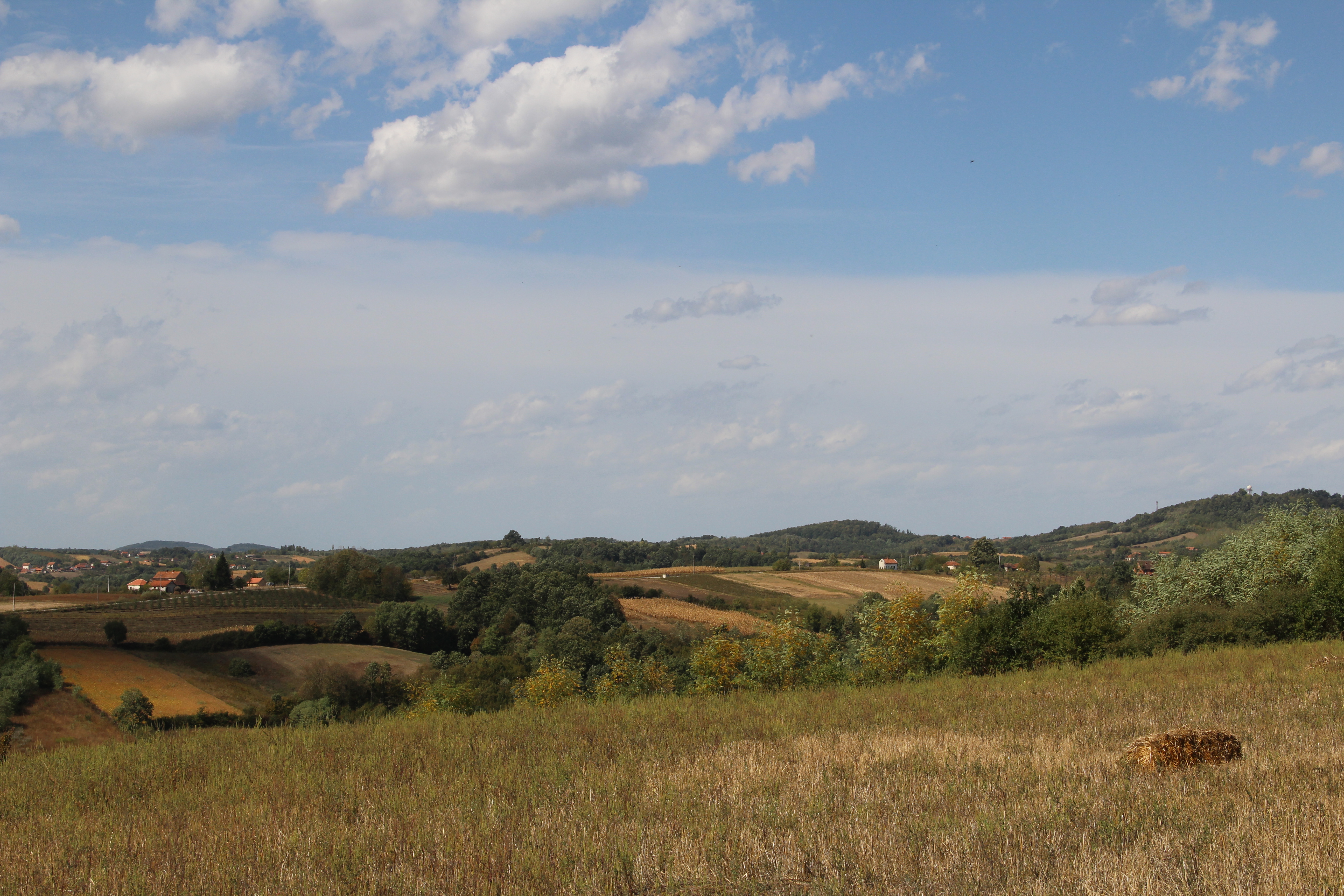
Blizonje - Panorama
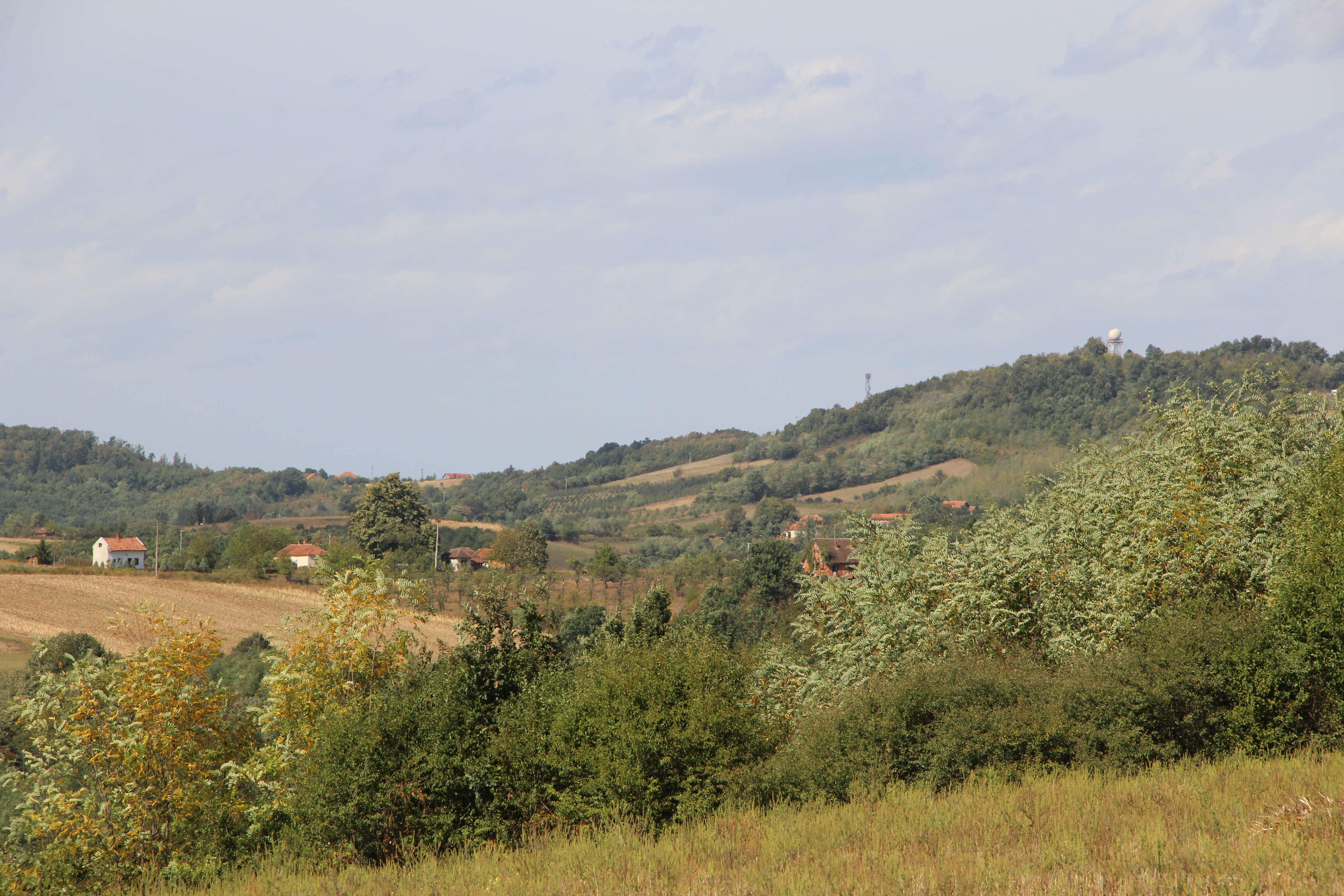
Blizonje - Panorama
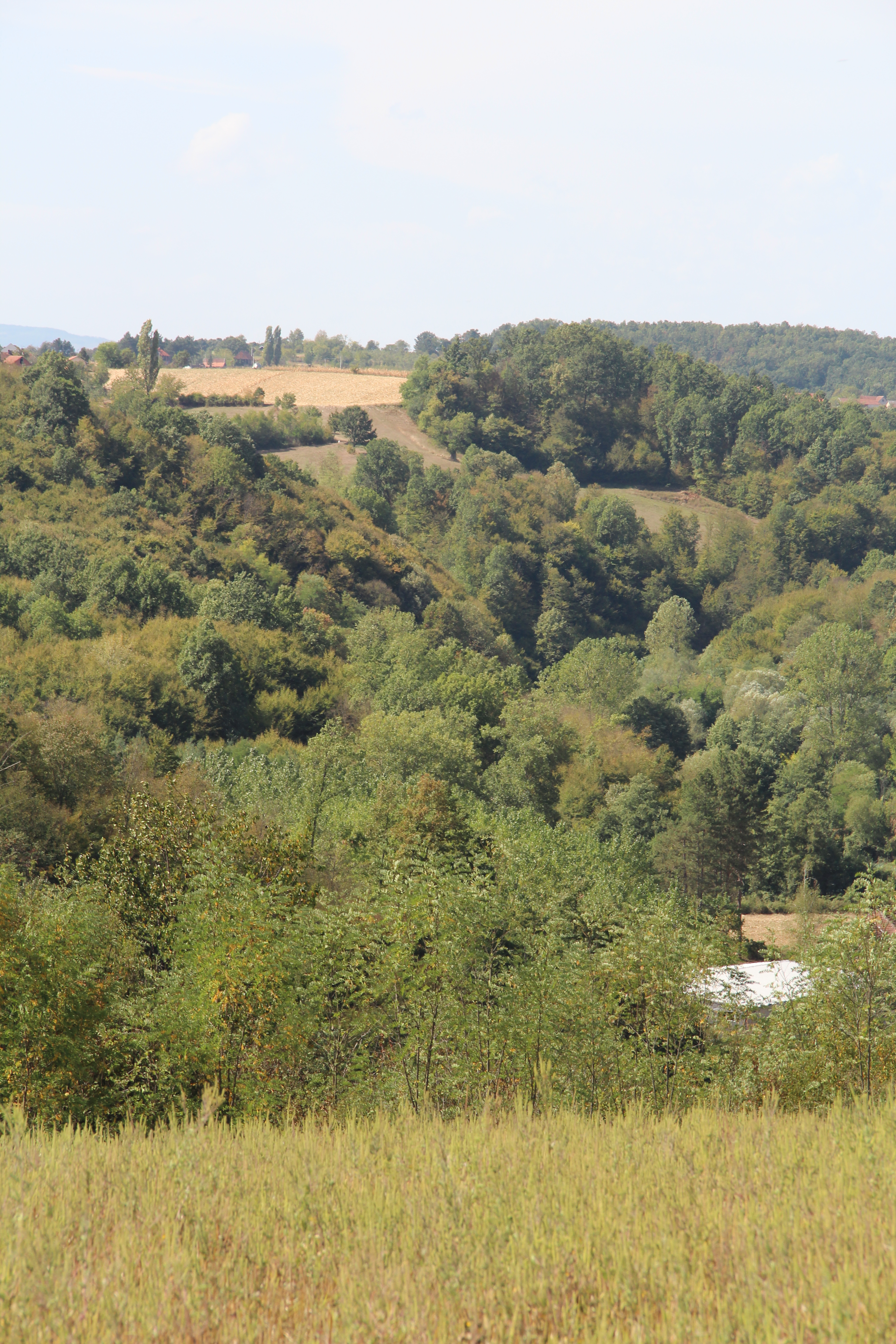
Blizonje - Panorama
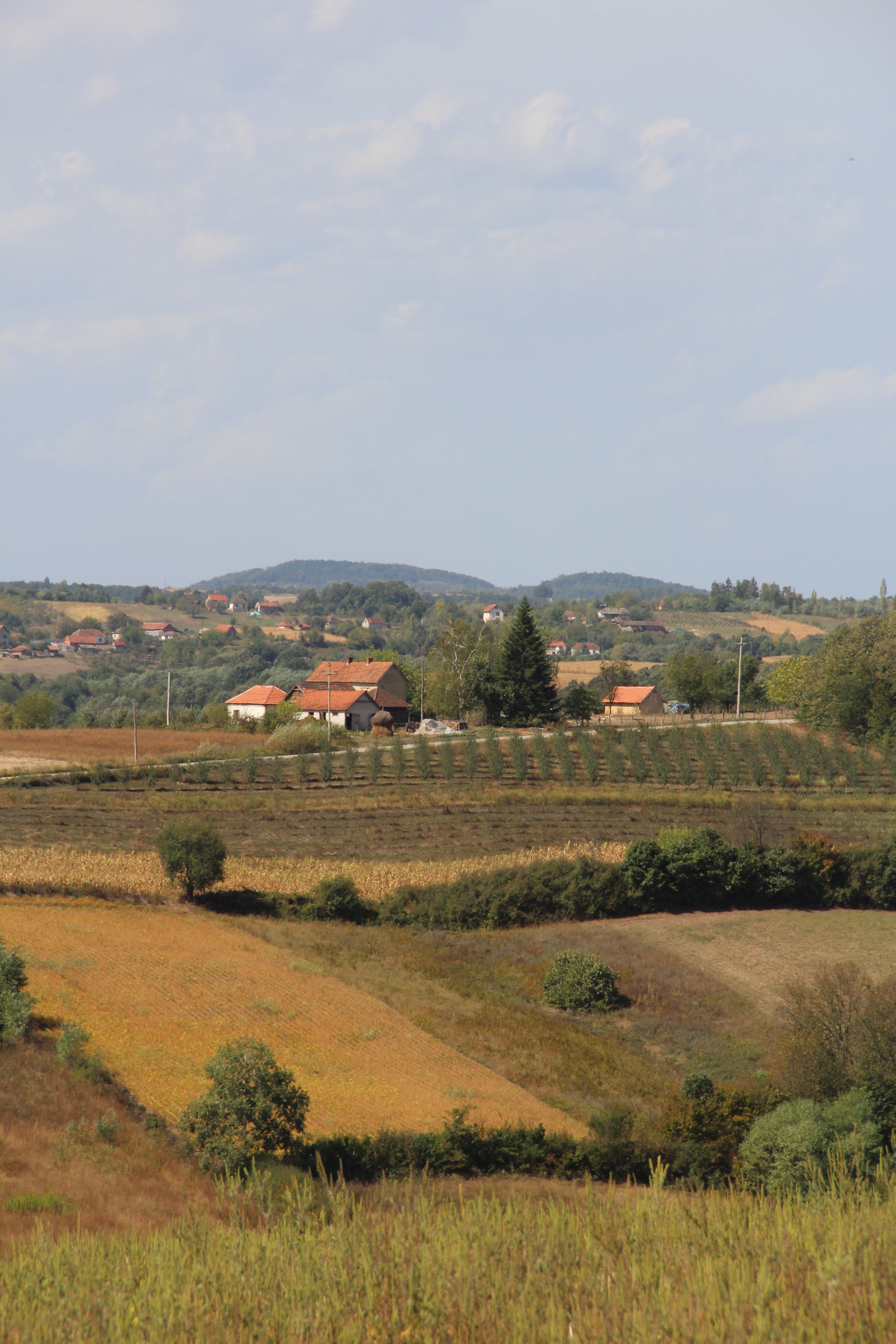
Blizonje - Panorama
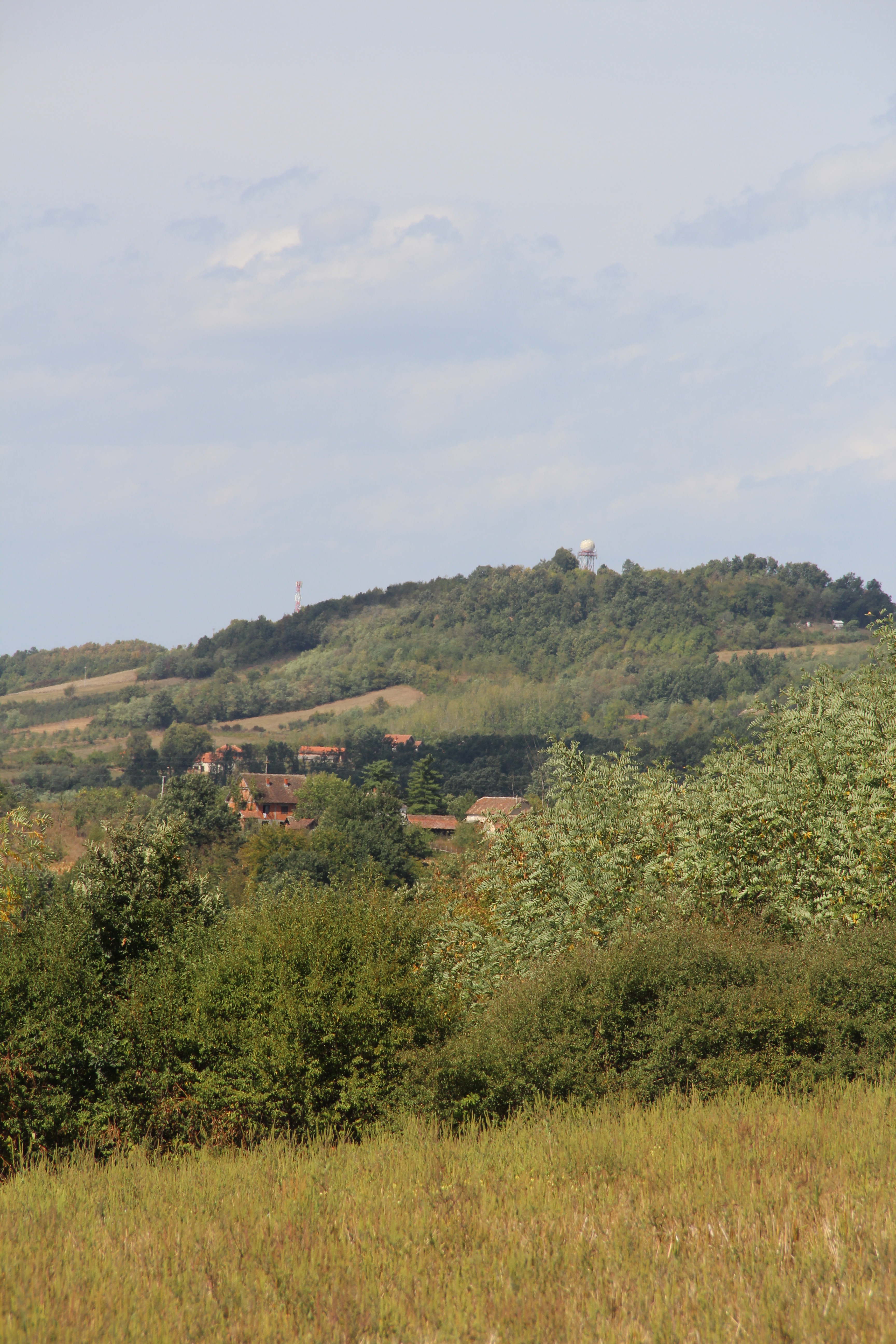
Blizonje - Panorama